# Auxilium Pallacanestro Torino 1988-1989
La Auxilium nel 1988-1989 ha giocato in Serie A1 piazzandosi al quattordicesimo posto nella stagione regolare, ma retrocedendo in Serie A2 dopo i playout.

## Sponsor
Il title sponsor per il campionato è la Ipifim.

## Risultati
- Serie A1:
- stagione regolare: 14ª classificata retrocessa in Serie A2;